# 매직아이

EM11형 매직아이

매직아이(magic eye)는 진공관의 일종으로 라디오 수신기나 오디오 기기에 사용되는 라디오의 수신 강도와 동조 상태 출력 신호의 강도 등을 형광 표시하였다.

## 역사
라디오 수신기를 튜닝하기 위한 매직아이 관(밸브)은 1932년 앨런 B. 듀몽에 의해 발명되었다.
1935년의 RCA 6E5가 최초로 상용화된 관이었다.